# 邓台梅
邓台梅（1902年12月25日—1984年9月25日），越南作家、评论家、翻译家。笔名清泉、清平。越共党员，越南作家协会创始人之一。

## 生平
邓台梅出生于乂安省清漳县碧潮总良田村（今属清漳县清春社）的书香门第、爱国世家。父亲是成泰乙未科副榜邓元谨。邓台梅从小学习汉字和国语字。1915年开始先后在法越小学和荣市高等小学读书。1915年考入河内东洋师范高等学校，1928年任顺化国学学校教师。1932年回到河内教私塾，是升龙私塾学校的创始人之一。民主阵线时期，参加平民阵线运动，参与印支共产党越语报纸和法语报纸的编写工作，是国语字推广协会的创始人之一。
八月革命后，邓台梅曾任第一、二、三、四、五届国会代表、宪法起草委员会委员、教育部部长（1946），第五联区文科大学教授（1948—1951）、预备大学校长、第五联区高等师范学校校长（1952）。1954年后，任河内综合大学语言文学系主任（1956—1959）、河内师范大学校长兼语言文学系主任（1956—1959）、越南文学艺术联合会主席团成员（1957—1984）。1959—1977年任文学院院长兼《文学杂志》主编。
1982年，邓台梅被授予胡志明勋章，1986年他的《回忆录》获得越南作家协会一等奖，1996年荣获首届胡志明文学艺术奖。
1984年9月25日，邓台梅在河内去世。

## 作品
邓台梅的主要作品有《文学概论》（1944）、《鲁迅身世与文艺》（1944）、《今日中国文学中的杂文》（1945）、《普通哲学》（1949）、《文化复兴时期的人文主义》（1949）、《征妇吟曲赏析》（1950、1992）、《中国现代文学简史》（第一集)（1958）、《潘佩珠文集》（1958）、《20世纪初越南革命文学》（1961）、《在学习和研究的过程中》（1959、1969、1970）、《邓台梅作品》（1978、1984）、《回记录》（1985）等。
邓台梅还翻译了《现代世界》（1946）、《西方哲学史》（1949、1957）、《1945》（1958）、《阿Q正传》（1957）、《日出》等外国作品。